# Agente Cody Banks
Agente Cody Banks (Agent Cody Banks) è un film del 2003 diretto da Harald Zwart.
Il film è uscito in Italia il 16 luglio 2004. È una storia di spionaggio modernizzata in stile Agente 007 in versione giovanile, con tanto di bond girl e gadget d'avanguardia.

## Trama
Cody Banks è uno studente di liceo di 17 anni. Il ragazzo si applica per ottenere un posto nella CIA, dopo aver completato il suo campo estivo per agenti. Rispondendo alla sua agente Ronica Miles, Cody è chiamato in missione per trovare informazioni su uno scienziato di nome Albert Connors. Connors lavora per una organizzazione chiamata ERIS, guidata dal dottor Brinkman, e dal suo scagnozzo François Molay. Cody è posto nella scuola di preparazione della figlia di Connors, Natalie, il William Donovan Institute.
Cody scopre ben presto di non avere grandi abilità nel socializzare con le ragazze, e non ha nemmeno il tempo per farlo, visti i suoi impegni di lavoro e i compiti a casa. La CIA decide quindi di aiutarlo mettendo insieme una squadra di esperti per addestrare Cody su come parlare alle ragazze, e gli procura anche una serie di gadget con funzioni diverse.
Dopo che Cody fa amicizia con Natalie, viene invitato alla sua festa. Nel frattempo Cody scopre che il dottor Brinkman sta progettando di utilizzare i cosiddetti nanorobot - che possono distruggere qualsiasi variante di carbonio o sostanze a base di silicio - per distruggere i sistemi di difesa del mondo, così da poter minacciare chiunque gli si opponga. Poiché i nanobot sono inattivi nel freddo, si prevede di utilizzare i cubetti di ghiaccio per distribuirli.
Cody si innamora di Natalie e rischia di fallire la missione, facendosi quindi sospendere dalla CIA. Il Dottor Brinkman invia François e alcuni uomini per catturare Natalie e trasferirla in una base in montagna. Cody e Natalie intanto mangiano il gelato in un ristorante, mentre gli uomini del dottor Brinkman arrivano al loro tavolo e lottano con Cody, lasciandolo privo di sensi. Cody viene rimosso dalla missione, ed i suoi genitori lo puniscono per non aver rispettato il coprifuoco.
Cody fa in modo che suo fratello Alex lo copra con i loro genitori per non far sapere a questi ultimi che egli è scappato. Cody si infiltra tra le forze armate della CIA e ruba uno snowboard-razzo e altri dispositivi, disposto a tutto pur di salvare Natalie.

## Slogan promozionali
- «Save the world. Get the girl. Pass math.»
«Salva il Mondo. Prendi la ragazza. Passa Matematica.»

## Sequel
È stato girato un solo sequel, che è stato distribuito l'anno successivo, nel 2004, con il titolo di Agente Cody Banks 2 - Destinazione Londra.